# Пантелеев, Иван Алексеевич
Иван Алексеевич Пантелеев (7 октября 1925, Слободской уезд, Вятская губерния — 25 декабря 1993, Совье, Кировская область) — наводчик СУ-76М 1-го самоходно-артиллерийского дивизиона 12-й самоходно-артиллерийской бригады 69-й армии 1-го Белорусского фронта, сержант; старший сержант.

## Биография
Родился 7 октября 1925 года в деревне Рязань. Окончил 7 классов, а в 1941 году — курсы трактористов. Работал в Шестаковской МТС Кировской области.
В Красной Армии с июля 1943 года. В боях Великой Отечественной войны с марта 1944 года.
Наводчик СУ-76М 1-го самоходно-артиллерийского дивизиона сержант Иван Пантелеев в составе экипажа 22 июля 1944 года в числе первых форсировал реку Западный Буг, в бою за город Хелм из пушки подавил два вражеских орудия, миномёт, два пулемёта и вывел из строя свыше десяти солдат. За мужество и отвагу, проявленные в боях, сержант Пантелеев Иван Алексеевич 23 августа 1944 года награждён орденом Славы 3-й степени.
Старший сержант Иван Пантелеев в составе экипажа 25-29 января 1945 года в боях за город Познань метким огнём истребил свыше десяти противников, подавил шесть огневых точек противника. За мужество и отвагу, проявленные в боях, старший сержант Пантелеев Иван Алексеевич 20 февраля 1945 года награждён орденом Славы 2-й степени.
Член ВКП(б) с 1945 года. 16 апреля 1945 года при прорыве обороны противника на левом берегу реки Одер севернее города Лебус и 20 апреля 1945 года в наступательном бою в направлении города Фюрстенвальде, поддерживая наступающие стрелковые подразделения, подавил пять пулемётов, два миномёта, два орудия и уничтожил большое количество живой силы врага, чем способствовал продвижению нашей пехоты.
Указом Президиума Верховного Совета СССР от 15 мая 1946 года за образцовое выполнение заданий командования в боях с немецко-вражескими захватчиками старший сержант Пантелеев Иван Алексеевич награждён орденом Славы 1-й степени, став полным кавалером ордена Славы.
В 1950 году старшина И. А. Пантелеев демобилизован из Вооружённых Сил СССР. Жил в селе Совье Слободского района Кировской области. Работал механиком тракторной бригады, инженером по механизации трудоемких процессов. Скончался 25 декабря 1993 года.
Награждён орденами Отечественной войны 1-й степени, Славы 1-й, 2-й и 3-й степени, медалями.

## Память

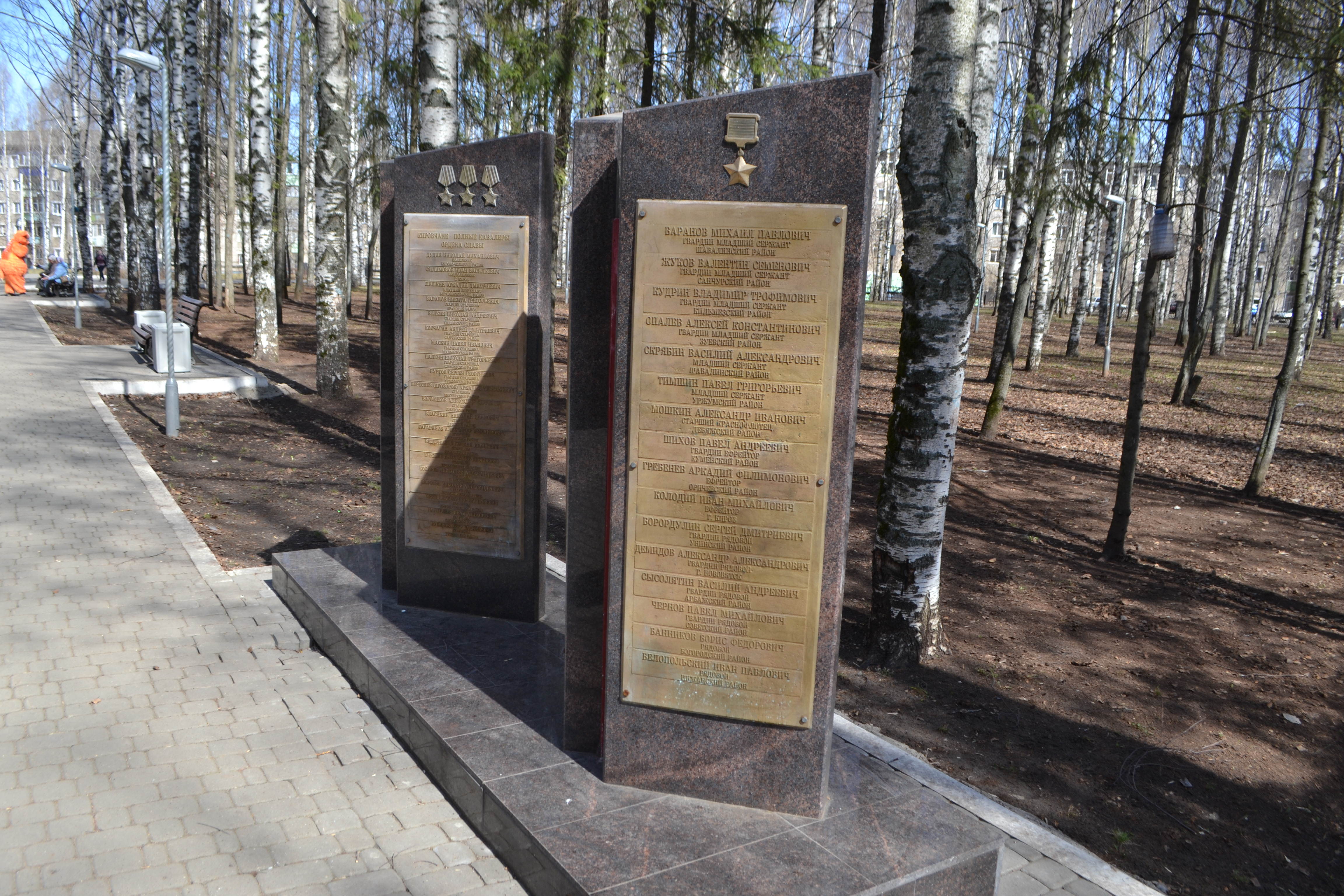
Имя Героя выбито на гранитной стеле на Аллее Славы в парке Победы города Кирова 2019.

- Имя Героя выбито на гранитной стеле на Аллее Славы в парке Победы города Кирова 2019.

## Комментарии
1. ↑  Деревня, село Рязань (Рязановщина, Рязанская) относилась к Совьинской, затем — Георгиевской волости Слободского уезда, в последующем входила в состав Рязановского, Совьинского сельсовета Слободского (в 1935—1955 — Шестаковского) района Кировской области; упразднена 13.1.1988[1].